# Benítez quiere ser torero
Benítez quiere ser torero es un cortometraje español mudo de 1910, dirigido por Ángel García Cardona, que ya había tratado el tema de la tauromaquia en obras anteriores, tanto en documentales como en ficción, aunque en Benítez quiere ser torero realiza una parodia burlesca.

## Argumento
Benítez es un personaje de carácter infantil que sueña con ser torero. No adquiere un comportamiento adulto y va jugando a ser torero con todo el mundo. Un grupo de colegas, hartos de Benítez, le juega una broma pesada disfrazándose de toro, y cuando ha de enfrentarse con el toro, Benítez sale huyendo. La policía termina llevándolo preso a comisaría por escándalo público, donde su mujer acude para reñirle y obliga a Benítez a cortarse la coleta (un elemento identificativo de los toreros). La película termina con un plano emblemático, un tipo de plano característico del cine mudo, donde el protagonista mira a la cámara como si mirara a los espectadores creando complicidad mediante la pantalla.